# Колдвотер (Міссісіпі)
Колдвотер (англ. Coldwater) — місто (англ. town) в США, в окрузі Тейт штату Міссісіпі. Населення — 1381 особа (2020).

## Географія
Колдвотер розташований за координатами 34°41′25″ пн. ш. 89°58′32″ зх. д. / 34.69028° пн. ш. 89.97556° зх. д. (34.690376, -89.975517).  За даними Бюро перепису населення США в 2010 році місто мало площу 6,16 км², з яких 6,15 км² — суходіл та 0,01 км² — водойми.

## Демографія
Згідно з переписом 2010 року, у місті мешкало 1677 осіб у 594 домогосподарствах у складі 424 родин. Густота населення становила 272 особи/км².  Було 662 помешкання (107/км²).
Расовий склад населення:
| - 75,7 % — чорних або афроамериканців - 22,4 % — білих - 0,4 % — корінних американців - 0,2 % — азіатів |

До двох чи більше рас належало 0,7 %. Частка іспаномовних становила 1,4 % від усіх жителів.
За віковим діапазоном населення розподілялося таким чином: 28,2 % — особи молодші 18 років, 61,3 % — особи у віці 18—64 років, 10,5 % — особи у віці 65 років та старші. Медіана віку мешканця становила 34,4 року. На 100 осіб жіночої статі у місті припадало 84,3 чоловіків;  на 100 жінок у віці від 18 років та старших — 77,1 чоловіків також старших 18 років.
Середній дохід на одне домашнє господарство  становив 40 880 доларів США (медіана — 29 688), а середній дохід на одну сім'ю — 48 109 доларів (медіана — 39 167). За межею бідності перебувало 20,5 % осіб, у тому числі 33,0 % дітей у віці до 18 років та 13,6 % осіб у віці 65 років та старших.
Цивільне працевлаштоване населення становило 619 осіб. Основні галузі зайнятості: освіта, охорона здоров'я та соціальна допомога — 36,7 %, науковці, спеціалісти, менеджери — 12,8 %, виробництво — 11,5 %.